# ヴィターリー・マソル

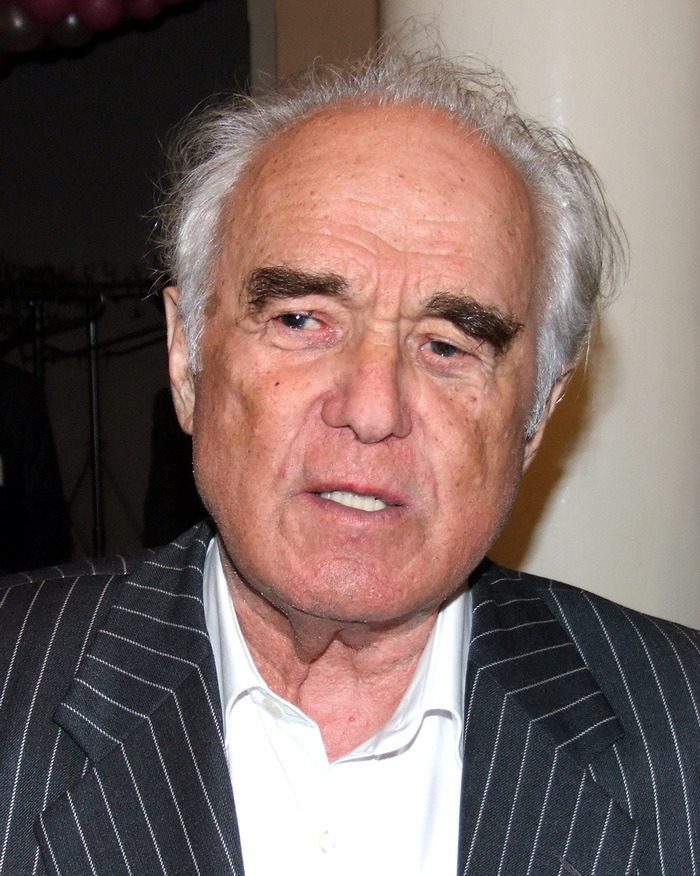
Vitali Masol

ヴィターリー・マソル（ウクライナ語:Віта́лій Андрі́йович Масо́л, Vitaliy Andriiovych Masol, 1928年11月14日 - 2018年9月21日
）は、ウクライナの政治家。元首相。

## 生涯
チェルニーヒウ州、Олишівка生まれ。1990年にウクライナ・ソビエト社会主義共和国首相。1994年6月16日、ウクライナの首相に任命された。1995年3月1日に辞任し、引退した。
2018年9月21日にキエフにて死去。89歳没。